# Michael Tomasello
Pour les articles homonymes, voir Tomasello.
Michael Tomasello, né en 1950 à Bartow (Floride), est un psychologue cognitiviste américain. Après un doctorat à l'université de Géorgie, en 1980, il rejoint le Yerkes Primate Center à titre d'assistant (1982-1998), puis, à titre de codirecteur de recherche, l'Institut Max Planck d'anthropologie évolutionnaire à Leipzig (1998-2018). Il est également professeur honorifique au département de psychologie de Leipzig, co-directeur du Wolfgang Köhler Primate center (2001-2018), et professeur de psychologie à Duke University (2016- ).  

## Thèse principale et grands axes des travaux
L'œuvre de Tomasello s'élabore principalement sur les résultats de tests expérimentaux créés et administrés par ses soins afin de comparer les capacités cognitives des humains (des enfants d'âge pré-scolaire principalement) et des grands singes (chimpanzés principalement). Ces observations le conduisent à établir une thèse fondamentale, diversement ramifiée, notamment au plan inter-disciplinaire (vers la philosophie et les sciences sociales)  : 
La capacité, dite hypersociale, à partager buts et intentions dans des activités collaboratives, est unique à l'être humain. Elle consiste en l'intégration de différentes capacités cognitives présentes chez nos plus proches parents, chez qui elles demeurent toutefois mutuellement rivales et exclusives les unes des autres.                              
Du partage d'intentions découleraient, notamment, le caractère cumulatif de l'innovation symbolique et technique (évolution culturelle), le sentiment normatif ou prescriptif (y compris moral), la spécification et interchangeabilité de rôles et de perspectives distincts mais interdépendants, et la prise de perspective multiples (contrastées voire contradictoires, comprenant une perspective de nulle part, ou dite à vol d'oiseau bird's eye view) sur une seule et même entité ou activité.       
Dans la théorie du langage, les implications de ses découvertes expérimentales amènent Tomasello à s'opposer à l'innéisme défendu par Noam Chomsky, et par nombre d'autres à sa suite (dont Steven Pinker). La capacité linguistique ne relève en effet pas, selon lui d'un mécanisme inné et automatique de structuration syntaxique, mais s'acquiert au fil d'une séquence de développement débutant par l'imitation, la gestuelle (tel que pointer), et le partage d'attention (soit la capacité, pour ego, de reconnaître qu'alter porte, accidentellement ou intentionnellement, son attention sur le même item que lui). Le langage repose sur différentes capacités sociales dont il dépend de manière nécessaire, mais aucune de celles-ci ne conduit nécessairement, mécaniquement au langage.  
Dans différents ouvrages datant de la fin 1990, début des années 2000, Tomasello estime que l'attention conjointe, dont la psychogenèse s'initie au cours des premiers mois (10 à 13 mois), est en réalité le seul universel anthropologique recevable et cohérent avec l'observation. À partir de ce noyau, comprenant l'interchangeabilité des perspectives sous la référence à une même scène attentionnelle partagée, l'ensemble des formes linguistiques prendraient forme dans un processus de grammaticalisation.
À partir de ces recherches portant sur l'acquisition des capacités de communication, Tomasello peut concevoir plus largement l'ensemble des phénomènes culturels comme le résultat d'une évolution : de par sa rapidité de modification, de transmission et d'élargissement, la culture surpasse l'hérédité comme support dominant de l'adaptation chez l'Homme, en ce sens elle occupe une niche spécifique dans l'évolution du vivant.
L'abondance et la rigueur de ses appuis en recherche expérimentale en font l'un des psychologues actuels les plus influents, et les plus lus aujourd'hui.

### En anglais
- Tomasello, M. & Call, J. (1997), Primate Cognition. Oxford University Press.
- The Cultural Origins of Human Cognition, Harvard University Press, 1999,  (ISBN 0-674-00582-1) (voir Prix et récompenses).
- Constructing a Language: A Usage-Based Theory of Language Acquisition, Harvard University Press, 2003,  (ISBN 0-674-01764-1) (voir Prix et récompenses)..
- Origins of Human Communication, MIT Press, 2008 (voir Prix et récompenses).
- Why We Cooperate, MIT Press, 2009,  (ISBN 978-0-262-01359-8).
- A Natural History of Human Thinking, Harvard University Press, 2014.
- A Natural History of Human Morality, Harvard University Press, 2016.
- Becoming Human : A Theory of Ontogeny. Harvard University Press, 2019.

### En français
- Aux origines de la cognition humaine [« The Cultural Origins of Human Cognition »], Retz, 2004, 231 p. (ISBN 978-2-7256-2315-3).
- Pourquoi nous coopérons [« Why We Cooperate »] (trad. de l'anglais), Rennes, PUR, 2015, 115 p. (ISBN 978-2-7535-3609-8).

## Prix et récompenses
- Bourse Guggenheim, 1997-98
- Bourse du Center for Advanced Study in the Behavioral Sciences, 1998, refusée ["deferred"]
- Prix William James de l'American Psychological Association, 2001, pour The Cultural Origins of Human Cognition
- Prix de la Fondation Fyssen, Sciences cognitives, 2004
- Prix de la Cognitive Development Society, 2005, pour Constructing a Language: A Usage-Based Theory of Language Acquisition
- Prix Jean-Nicod, Philosophie des Sciences cognitives, 2006
- Prix Mind & Brain, Centre des Sciences Cognitives, Université de Turin, Italie, 2007
- Prix Eleanor Maccoby, American Psychological Association, 2009, pour Origins of Human Communication.
- Prix Oswald Külpe, Psychologie expérimentale, université de Wurtzbourg, 2009
- Prix Hegel, Sciences humaines, Stuttgart, 2009
- Prix Sir Frederic Bartlett, Maître de conférences, Experimental Psychology Society, Royaume Uni, 2009
- Prix de recherche Max Planck, Fondation Humboldt, Évolution Humaine, 2010
- Prix Carvalho-Heineken pour les sciences cognitives décerné par l'Académie royale néerlandaise des arts et des sciences, 2010
- Prix Wiley, Psychology, The British Academy, 2011
- Prix de recherche Klaus Jacobs, Développement de l'enfant, Zurich, 2011
- Prix Helmuth Plessner, Anthropologie philosophique, Wiesbaden, 2014
- Prix Distinguished Scientific Contribution, American Psychological Association, 2015
- Prix Rumelhart, 2022